# Lonchocarpus
Genre
Synonymes
- Willardia Rose[2]

Lonchocarpus est un genre de plantes à fleurs dicotylédones de la famille des Fabaceae, sous-famille des Faboideae, originaire des régions tropicales d'Amérique, qui compte 211 espèces acceptées.
Aux Antilles françaises, on les appelle des « savonnettes ».
Ce sont des arbres et arbustes à feuilles imparipennées, à fleurs assez grandes, pourpres à blanches, à gousses plates, allongées, indéhiscentes, cartacées, non ailées.
La roténone est un principe actif des Lonchocarpus.

## Sélection d'espèces
- Lonchocarpus heptaphyllus (Poir.) DC.
- Lonchocarpus monilis (L.) A.M.G.Azevedo
- Lonchocarpus nelsii (Schinz) Heering & Grimme
- Lonchocarpus phaseolifolius Benth.
- Lonchocarpus punctatus Kunth
- Lonchocarpus scandens (Aubl.) Ducke
- Lonchocarpus sericeus (Poir.) DC.
- Lonchocarpus yoroensis Standl.

## Liste des espèces
Selon The Plant List (7 septembre 2018) :
- Lonchocarpus acuminatus (Schltdl.) M.Sousa
- Lonchocarpus aequatorialis M. Sousa
- Lonchocarpus agyrotrichus Harms
- Lonchocarpus alternifoliolatus M. Sousa
- Lonchocarpus amarus Standl.
- Lonchocarpus andrieuxii M. Sousa
- Lonchocarpus angusticarpus M. Sousa
- Lonchocarpus araripensis Benth.
- Lonchocarpus atropurpureus Benth.
- Lonchocarpus bahianus A.M.G. Azevedo
- Lonchocarpus balsensis M.Sousa & J.C.Soto
- Lonchocarpus barbatus M. Sousa, E. Martínez & Ramos
- Lonchocarpus benthamianus Pittier
- Lonchocarpus berriozabalensis Miranda ex M. Sousa
- Lonchocarpus bicolor M.Sousa
- Lonchocarpus blainii Sauvalle
- Lonchocarpus boliviensis Pittier
- Lonchocarpus brachybotrys Dunn
- Lonchocarpus bracteolatus M. Sousa
- Lonchocarpus brenesii M. Sousa
- Lonchocarpus broadwayi Urb.
- Lonchocarpus bussei Harms
- Lonchocarpus calcaratus F.J.Herm.
- Lonchocarpus campestris Benth.
- Lonchocarpus capassa Rolfe
- Lonchocarpus capensis M.E.Jones
- Lonchocarpus castilloi Standl.
- Lonchocarpus caudatus Pittier
- Lonchocarpus chiangii M.Sousa
- Lonchocarpus chiricanus Pittier
- Lonchocarpus chrysophyllus Kleinhoonte
- Lonchocarpus comitensis Pittier
- Lonchocarpus congestiflorus M. Sousa & J. Linares
- Lonchocarpus constrictus Pittier
- Lonchocarpus costaricensis (Donn.Sm.) Pittier
- Lonchocarpus costatus Benth.
- Lonchocarpus crassispermus Poppend.
- Lonchocarpus cristatus M. Sousa
- Lonchocarpus crucisrubierae Pittier
- Lonchocarpus cultratus (Vell.) A.M.G. Azevedo & H.C. Lima
- Lonchocarpus dasycalyx Harms
- Lonchocarpus densiflorus Benth.
- Lonchocarpus dipteroneurus Pittier
- Lonchocarpus domingensis (Pers.) DC.
- Lonchocarpus ehrenbergii Urb.
- Lonchocarpus ellipticus Alain
- Lonchocarpus emarginatus Pittier
- Lonchocarpus epigaeus M.Sousa
- Lonchocarpus eriocalyx Harms
- Lonchocarpus eriocarinalis Micheli
- Lonchocarpus eriophyllus Benth.
- Lonchocarpus fendleri Benth.
- Lonchocarpus ferrugineus M.Sousa
- Lonchocarpus filipes Benth.
- Lonchocarpus floribundus Benth.
- Lonchocarpus fuscopurpureus Brandegee
- Lonchocarpus galeottianus Harms
- Lonchocarpus gillyi Lundell
- Lonchocarpus glabrescens Benth.
- Lonchocarpus glaucifolius Urb.
- Lonchocarpus glaziovii Taub.
- Lonchocarpus grandiflorus A.M.G. Azevedo
- Lonchocarpus guatemalensis Benth.
- Lonchocarpus guianensis M. Sousa
- Lonchocarpus guillemineanus (Tul.) Malme
- Lonchocarpus haberi M. Sousa
- Lonchocarpus heptaphyllus (Poir.) DC.
- Lonchocarpus hermannii M.Sousa
- Lonchocarpus hidalgensis Lundell
- Lonchocarpus hintonii Sandwith
- Lonchocarpus hondurensis Benth.
- Lonchocarpus huetamoensis M.Sousa & J.C.Soto
- Lonchocarpus hughesii M.Sousa
- Lonchocarpus hydrophilus M. Sousa & Morales Can, Julio Enrique
- Lonchocarpus imatacensis Poppendieck
- Lonchocarpus inconstans Vatke
- Lonchocarpus isthmensis M. Sousa
- Lonchocarpus jaliscensis Pittier
- Lonchocarpus kanurii Brenan & J.B.Gillett
- Lonchocarpus katangensis De Wild.
- Lonchocarpus killipii Ducke
- Lonchocarpus kreberi Harms
- Lonchocarpus lanceolatus Benth.
- Lonchocarpus larensis Pittier
- Lonchocarpus lasiotropis F.J.Herm.
- Lonchocarpus latimarginatus M. Sousa
- Lonchocarpus latisiliquus M. Sousa
- Lonchocarpus laxiflorus Guill. & Perr.
- Lonchocarpus leucanthus Burkart
- Lonchocarpus lilloi (Hassl.) Burkart
- Lonchocarpus linaresii M. Sousa
- Lonchocarpus lineatus Pittier
- Lonchocarpus lomentaceus M. Sousa
- Lonchocarpus longifolius (Benth.) Benth.
- Lonchocarpus longipedicellatus Pittier
- Lonchocarpus longipedunculatus M.Sousa & J.C.Soto
- Lonchocarpus longipes Urb. & Ekman
- Lonchocarpus longistylus Pittier
- Lonchocarpus luteomaculatus Pittier
- Lonchocarpus lutescens Pittier
- Lonchocarpus macrocarpus Benth.
- Lonchocarpus macrophyllus Kunth
- Lonchocarpus madagascariensis (Vatke) Polhill
- Lonchocarpus magallanesii M.Sousa
- Lonchocarpus malacotrichus Harms
- Lonchocarpus margaritensis Pittier
- Lonchocarpus martinezii M. Sousa
- Lonchocarpus martynii A.C.Sm.
- Lonchocarpus megacarpus M. Sousa
- Lonchocarpus mexicanus Pittier
- Lonchocarpus michelianus Pittier
- Lonchocarpus michoacanicus M. Sousa
- Lonchocarpus minimiflorus Donn.Sm.
- Lonchocarpus minor M.Sousa
- Lonchocarpus mirandinus Pittier
- Lonchocarpus molinae Standl. & L.O.Williams
- Lonchocarpus mollis Benth.
- Lonchocarpus monilis (L.) A.M.G.Azevedo
- Lonchocarpus monofoliaris Schery
- Lonchocarpus monophyllus Urb.
- Lonchocarpus monteviridis M. Sousa
- Lonchocarpus monticola M. Sousa
- Lonchocarpus monticolus M.Sousa
- Lonchocarpus morenoi M.Sousa
- Lonchocarpus muehlbergianus Hassl.
- Lonchocarpus multifoliolatus M. Sousa
- Lonchocarpus mutans M.Sousa
- Lonchocarpus nebularis M. Sousa
- Lonchocarpus neei M. Sousa
- Lonchocarpus negrensis Benth.
- Lonchocarpus nelsii (Schinz) Heering & Grimme
- Lonchocarpus neurophyllus Urb.
- Lonchocarpus nicou (Aubl.) DC.
- Lonchocarpus nitidulus Benth.
- Lonchocarpus nitidus (Vogel) Benth.
- Lonchocarpus nudiflorens Burkart
- Lonchocarpus oaxacensis Pittier
- Lonchocarpus obovatus Benth.
- Lonchocarpus obtusus Benth.
- Lonchocarpus oliganthus F.J.Herm.
- Lonchocarpus orizabensis Lundell
- Lonchocarpus orotinus Pittier
- Lonchocarpus oxycarpus DC.
- Lonchocarpus pallescens Baker
- Lonchocarpus parviflorus Benth.
- Lonchocarpus patens Urb.
- Lonchocarpus peckoltii Wawra
- Lonchocarpus pedunculatus M. Sousa
- Lonchocarpus peninsularis (Donn.Sm.) Pittier
- Lonchocarpus phaseolifolius Benth.
- Lonchocarpus philenoptera Benth.
- Lonchocarpus pictus Pittier
- Lonchocarpus pilosus M.Sousa
- Lonchocarpus pittieri M.Sousa
- Lonchocarpus plicatus M. Sousa
- Lonchocarpus pluvialis Rusby
- Lonchocarpus praecox Benth.
- Lonchocarpus pubescens (Willd.) DC.
- Lonchocarpus punctatus Kunth
- Lonchocarpus purpureus Pittier
- Lonchocarpus pycnophyllus Urb.
- Lonchocarpus rariflorus Mart. ex Benth.
- Lonchocarpus retifer Standl. & L.O. Williams
- Lonchocarpus retiferus Standl. & L.O.Williams
- Lonchocarpus riparius M. Sousa
- Lonchocarpus robustus Pittier
- Lonchocarpus roseus (Mill.) DC.
- Lonchocarpus rubiginosus Benth.
- Lonchocarpus rugosus Benth.
- Lonchocarpus salvadorensis Pittier
- Lonchocarpus sanctae-marthae Pittier
- Lonchocarpus sanctuarii Standl. & L.O.Williams
- Lonchocarpus santarosanus Donn.Sm.
- Lonchocarpus savannicola M. Sousa
- Lonchocarpus scandens (Aubl.) Ducke
- Lonchocarpus schubertiae M.Sousa
- Lonchocarpus seleri Harms
- Lonchocarpus semideserti M. Sousa
- Lonchocarpus seorsus (J.F. Macbr.) M. Sousa ex D.A. Neill, Klitg. & G.P. Lewis
- Lonchocarpus septentrionalis M. Sousa
- Lonchocarpus sericeus (Poir.) DC.
- Lonchocarpus sericocarpus M. Sousa
- Lonchocarpus sericophyllus M. Sousa
- Lonchocarpus sinaloensis (Gentry) F.J.Herm.
- Lonchocarpus spectabilis F.J.Herm.
- Lonchocarpus spiciflorus Benth.
- Lonchocarpus stenophyllus M. Sousa
- Lonchocarpus stenopteris Pittier
- Lonchocarpus stramineus Pittier
- Lonchocarpus subglaucescens Benth.
- Lonchocarpus subsessilifolius M. Sousa
- Lonchocarpus subulidentatus Buttner
- Lonchocarpus sutherlandii (Harv.) Dunn
- Lonchocarpus sylvicola M. Sousa
- Lonchocarpus torrensis N.F. Mattos
- Lonchocarpus torresiorum M. Sousa
- Lonchocarpus trifolius Standl. & L.O.Williams
- Lonchocarpus trinitensis M. Sousa
- Lonchocarpus tubicalyx Pittier ex Poppend.
- Lonchocarpus tuxtepecensis M. Sousa
- Lonchocarpus unifoliolatus Benth.
- Lonchocarpus vallicola (Standl. & F.J. Herm.) M. Sousa
- Lonchocarpus velutinus Benth.
- Lonchocarpus verrucosus M.Sousa
- Lonchocarpus violaceus (Jacq.) DC.
- Lonchocarpus virgilioides (Vogel) Benth.
- Lonchocarpus vittatus M. Sousa
- Lonchocarpus wendtii M. Sousa
- Lonchocarpus whitei Lundell
- Lonchocarpus yoroensis Standl.
- Lonchocarpus yucatanensis Pittier